# Stade Daniel-Rodrigues-Leal
Le stade Daniel-Rodrigues-Leal (en portugais : Estádio Daniel Rodrigues Leal), également connu sous le nom de Stade municipal Daniel Rodrigues Leal (en portugais : Estádio Municipal Daniel Rodrigues Leal) et également surnommé le Rodrigão, est un stade de football brésilien situé dans la ville de Santa Quitéria do Maranhão, dans l'État du Maranhão.
Le stade, doté de 3 500 places, sert d'enceinte à domicile à l'équipe de football du Santa Quitéria Futebol Clube.